# Vilaine
Vilaine je řeka v severozápadní Francii (Bretaň, Pays de la Loire). Její celková délka je 225 km. Plocha povodí měří 10 910 km².

## Průběh toku
Pramení v nadmořské výšce 153 metrů západně od obce Juvigné v Armorikánské vysočině. Protéká departementy Mayenne, Ille-et-Vilaine a Morbihan a poblíž města Arzal na jižním bretaňském pobřeží ústí do severní části Biskajského zálivu Atlantského oceánu. Jejími nejdůležitějšími přítoky jsou Ille, Oust a Isac.

## Vodní režim
Má vyrovnaný vodní stav po celý rok. Průměrný průtok vody na dolním toku činí 91 m³/s.

## Využití
Řeka je v úseku dlouhém 131 km mezi ústím a Rennes splavná, což umožňuje 14 zdymadel. V Rennes je napojená na kanál Canal d'Ille-et-Rance který vede na severní pobřeží Bretaně a poblíž Saint-Malo ústí do Atlantského oceánu. Poblíž města Redon se řeka Vilaine kříží s plavebním kanálem Canal de Nantes à Brest, který na západní straně umožňuje proplout do řeky Blavet a tou dále do Atlantského oceánu u města Lorient. Východním směrem kanál vede do řeky Erdre, která ústí do Loiry u města Nantes.